# ملفين بانش
ملفين بانش (بالإنجليزية: Melvin Bunch)‏ هو لاعب كرة قاعدة أمريكي، ولد في 4 نوفمبر 1971 في تيكساركانا في الولايات المتحدة.

## وصلات خارجية
- ملفين بانش على موقع دوري كرة القاعدة الرئيسي (الإنجليزية)
- ملفين بانش على موقع الدوري الياباني لكرة القاعدة (الإنجليزية)
- ملفين بانش على موقعبيزبول رفرنس.كوم (الدوري الرئيسي) (الإنجليزية)
- ملفين بانش على موقعبيزبول رفرنس.كوم (الدوري الثانوي) (الإنجليزية)
- ملفين بانش على موقع إي إس بي إن.كوم (أم.أل.بي) (الإنجليزية)
- ملفين بانش على موقع مشجعي الرسوم البيانية (الإنجليزية)